# Bexet
Bexet är en by i Färgaryds socken i Hylte kommun.
Bexet omtalas i dokument första gången 1390. Namnet betyder ungefär "Heden vid bäcken". Från 1500-talet består Bexet av två gårdar, Norregården och Södergården, i samband med laga skifte 1840 bestod Norregården av fem fastigheter och Södergården av två. Här fanns även soldattorpet för soldat 55 vid Södra Västbo kompani samt torpet Bexets torp eller Hallatorpet.